# Bombus fraternus
Bombus fraternus — вид шмелей из видовой группы robustus подрода Cullumanobombus.

## Морфология
Крупный вид шмелей. Щёки короткие, голова закруглённая. Хоботок короткий. Крылья тёмно-коричневые, с фиолетовым отблеском. Опушение тела равномерное и очень короткое. Волоски на метасоме плотно прилегают к покровам, из-за чего брюшко кажется прямоугольным и приплюснутым.

### Самки и рабочие особи
Опушение двуцветное. Голова в чёрных волосках. Переднеспинка в светло-жёлтых волосках. На спинке между основаниями крыльев чёрные волоски образуют перевязь. Щиток в светло-жёлтых волосках. Волоски в области мезоплевры (бока груди) чёрные. Иногда у рабочих данная часть груди в жёлтых волосках, а к чёрным волоскам на скутуме рядом с основаниями крыльев в значительной степени примешаны жёлтые. 1-2 тергиты брюшка в светло-жёлтых волосках (далее просто «n-ный Т жёлтый» и т. д.). 3-6 тергиты чёрные. Ноги, низ тела в чёрных волосках.
Нижний задний угол базитарсуса средних ног закруглён.

### Самцы
Опушение двуцветное. Голова в смешанных чёрных и жёлтых волосках в различных соотношениях. Переднеспинка в светло-жёлтых волосках. Щиток в светло-жёлтых волосках. На дорсальной стороне груди чёрные волоски образуют пятно, варьирующееся до полноценной перевязи меж основаниями крыльев. Область мезоплевры в светло-жёлтых волосках. 1-2 тергиты брюшка светло-жёлтые. 3-7 тергиты в чёрных волосках.
Глаза крупные.

## Область обитания
Обитает в Неарктике, в восточной области лесов умеренного пояса. Распространён с севера на юг от Миннесоты до Флориды (США) и с запада на восток от Колорадо до Атлантического побережья (Северная Каролина, США).

## Среда обитания и экология

### Среда обитания
Bombus fraternus встречается на лугах.

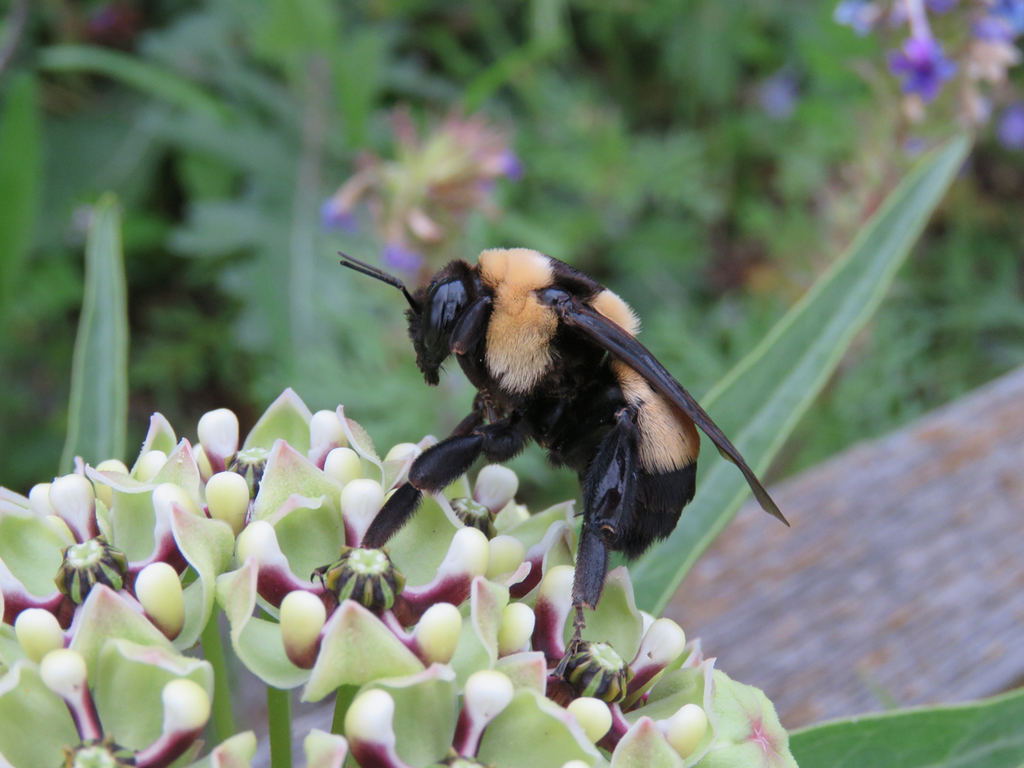
Рабочая особь

Самки гнездятся под землёй.

### Кормовые растения
Например:
Hypericaceae (Hypericum);
Lamiaceae (Monarda);
Anacardiaceae (Rhus);
Solanaceae (Solanum);
Asteraceae (Cirsium);

## Фенология
Как и все виды в данных широтах, колония B. fraternus живёт не более одного сезона и распадается после выведения самцов.

### Самки
Встречаются с середины марта (перезимовавшие особи) до начала октября (молодые отрождённые самки, уходящие на зимовку).

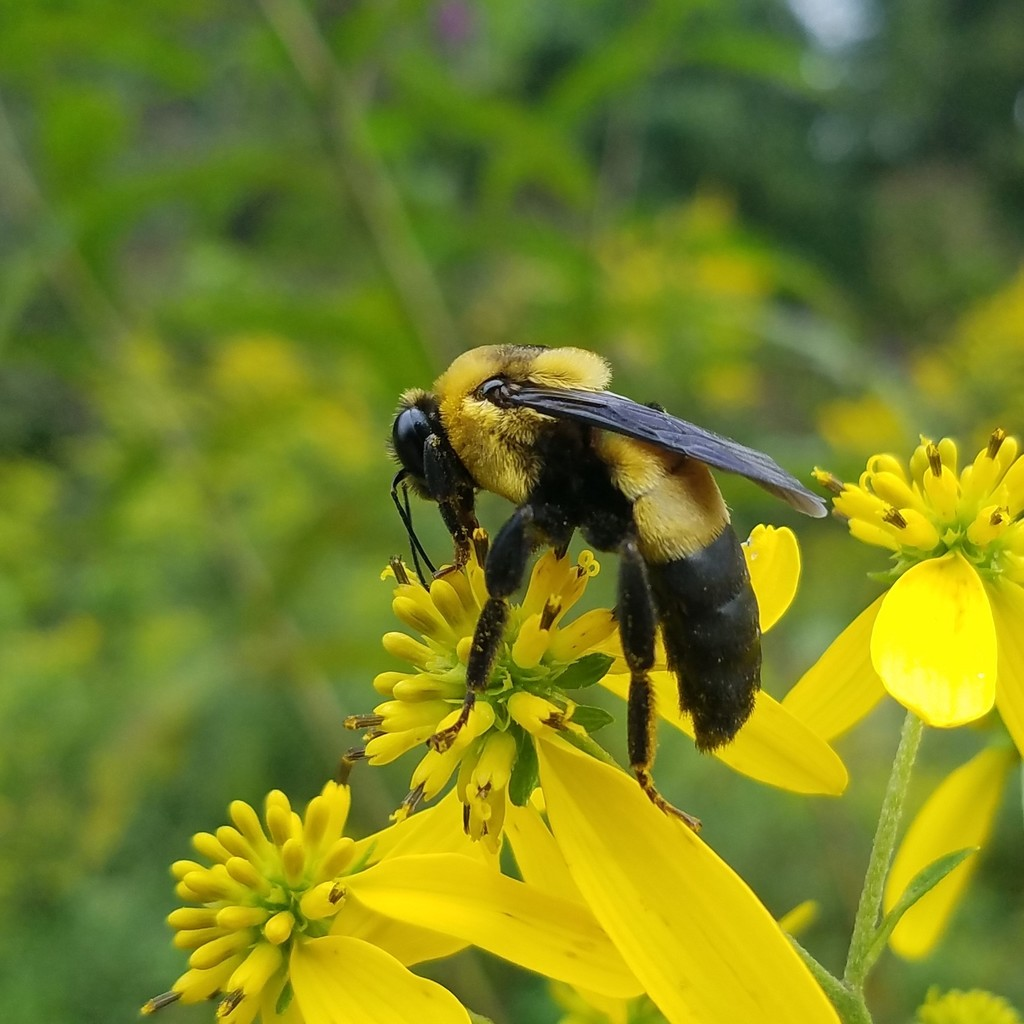
Самец

### Рабочие особи
Встречаются со второй половины апреля по сентябрь.

### Самцы
Самцов можно обнаружить на протяжении всего августа.

## Численность и охрана
B. fraternus является находящимся под угрозой исчезновения видом. Численность за последние десятилетия сильно сократилась в том числе из-за изменений окружающей среды.